# Dios desconocido
El Dios desconocido es el título dado a una deidad sin nombre en específico adorada en la Antigua Grecia. Además de los doce dioses principales y las innumerables deidades menores, los antiguos griegos adoraban a una deidad que ellos llamaban Agnostos Theos, es decir: el dios desconocido. En Atenas, hubo un templo dedicado específicamente a este dios y muy a menudo los atenienses prestaban juramento "en el nombre del dios desconocido" (Νή τόν Άγνωστον, Ne ton Agnoston). Filóstrato el Joven y Pausanias mencionan la presencia en Atenas de altares al dios desconocido. El dios desconocido no era tanto una deidad específica, sino una representación de un dios o dioses que realmente existía, pero cuyo nombre y la naturaleza no se reveló a los atenienses o al mundo helénico en general.

## Su origen según Diógenes Laercio
De acuerdo con una historia contada por Diógenes Laercio, Atenas cayó una vez en las garras de una plaga y estaban desesperados por apaciguar a los dioses con los sacrificios apropiados. Así, Epiménides reunió a un rebaño de ovejas en el Areópago y posteriormente las liberaron. Las ovejas comenzaron a deambular por Atenas y las colinas circundantes. Por sugerencia de Epiménides siempre que una  oveja se detenía, se establecería un sacrificio al dios local de ese lugar. Muchos de los jardines y los edificios de Atenas se asociaron de hecho con un dios o una diosa específica, por lo que el altar fue construido y adecuado el sacrificio. Sin embargo, al menos una, si no varias ovejas, llevaron a los atenienses a un lugar que ningún dios había asociado con él. Así, un altar fue construido allí sin el nombre de un dios inscrito en él.

## Pablo en Atenas

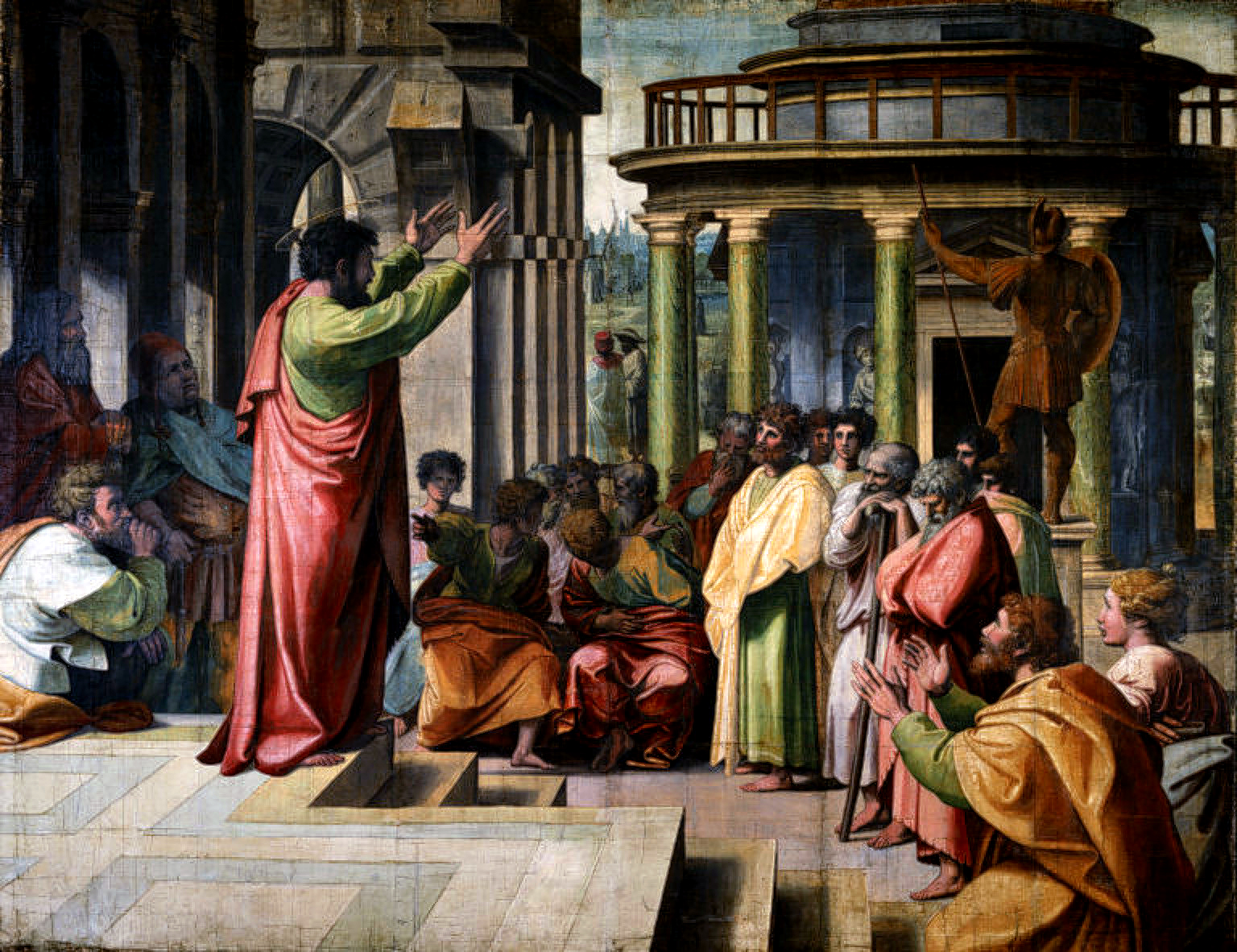
San Pablo predicando en Atenas (de Los hechos de los apóstoles), obra de Rafael.

Según el libro Hechos de los Apóstoles, que figura en el Nuevo Testamento cristiano, cuando el Apóstol Pablo visitó Atenas, vio un altar con una inscripción dedicada a ese dios, y, cuando fue invitado a hablar a la elite ateniense en el Areópago, dio el siguiente discurso:

22 Pablo, de pie en medio del Areópago, dijo: «Atenienses, veo que vosotros sois, por todos los conceptos, los más respetuosos de la divinidad. 23 Pues al pasar y contemplar vuestros monumentos sagrados, he encontrado también un altar en el que estaba grabada esta inscripción: «Al Dios desconocido.» Pues bien, lo que adoráis sin conocer, eso os vengo yo a anunciar.24 «El Dios que hizo el mundo y todo lo que hay en él, que es Señor del cielo y de la tierra, no habita en santuarios fabricados por manos humanas,25 ni es servido por manos humanas, como si de algo estuviera necesitado, el que a todos da la vida, el aliento y todas las cosas.26 El creó, de un solo principio, todo el linaje humano, para que habitase sobre toda la faz de la tierra fijando los tiempos determinados y los límites del lugar donde habían de habitar, 27con el fin de que buscasen la divinidad, para ver si a tientas la buscaban y la hallaban; por más que no se encuentra lejos de cada uno de nosotros;28pues en él vivimos, nos movemos y existimos, como han dicho algunos de vosotros: "Porque somos también de su linaje."29 «Si somos, pues, del linaje de Dios, no debemos pensar que la divinidad sea algo semejante al oro, la plata o la piedra, modelados por el arte y el ingenio humano.30«Dios, pues, pasando por alto los tiempos de la ignorancia, anuncia ahora a los hombres que todos y en todas partes deben convertirse,31 porque ha fijado el día en que va a juzgar al mundo según justicia, por el hombre que ha destinado, dando a todos una garantía al resucitarlo de entre los muertos.»
Hechos 17:22-17:31

En el contexto de Hechos 17:22-17,31, Pablo había revelado la identidad del dios desconocido, indicado que se trata del Dios de la Biblia.
En sus razonamientos sobre la posibilidad de conocer a Dios y eventualmente de qué Dios sería este, Hegel ilustra su caso con este dios desconocido, según la cita de Pablo.

## Arqueología

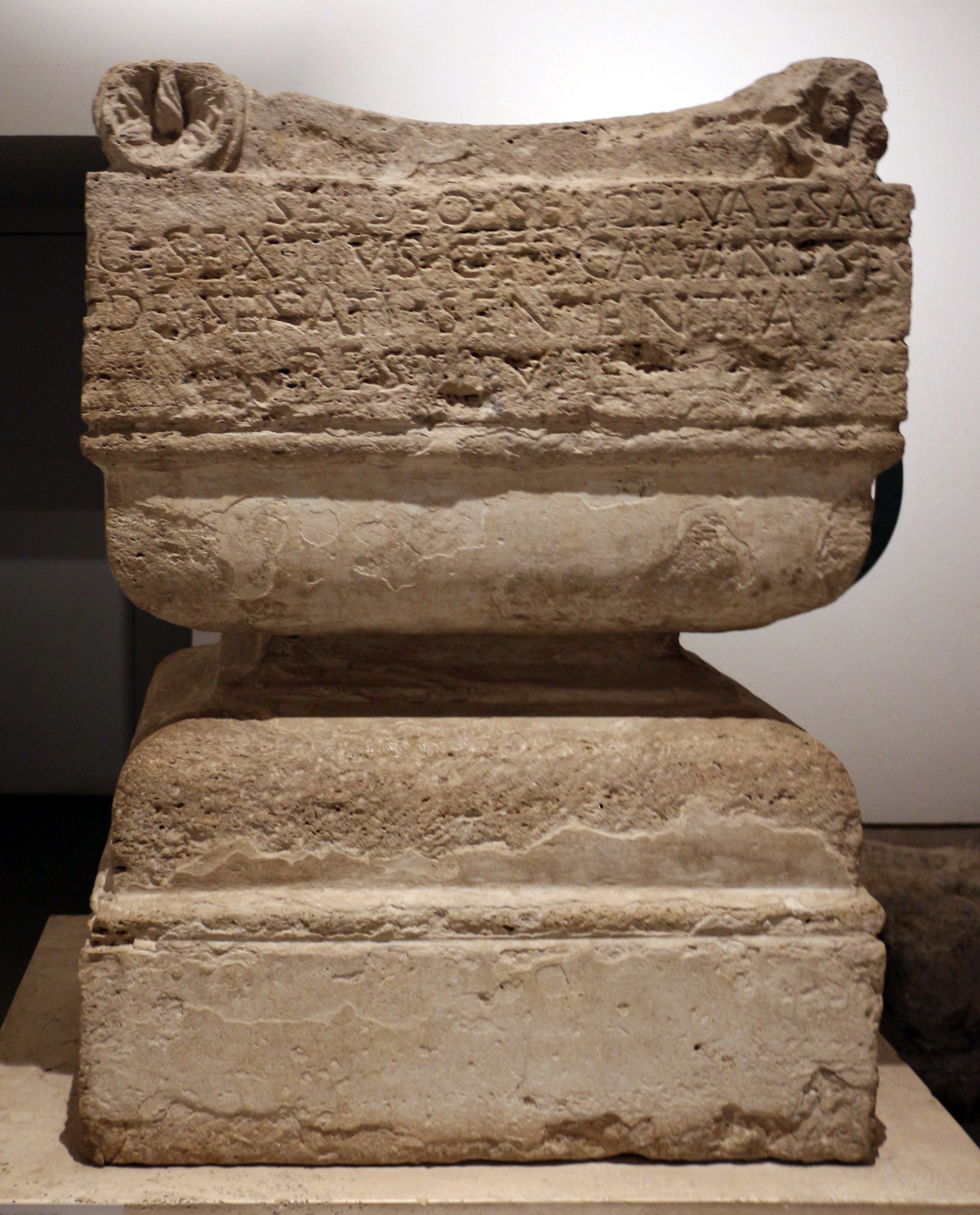
Altar al Dios desconocido.

Existe un altar dedicado al Dios desconocido encontrado en 1820 en el Monte Palatino de Roma.
El mismo contiene una inscripción en latín que dice:

SEI·DEO·SEI·DEIVAE·SAC

G·SEXTIVS·C·F·CALVINVSPR
DE·SENATI·SENTENTIA

RESTITVIT

La cual podría traducirse al español como: "Ya sea para un dios o una diosa sagrada, Caius Sextius Calvino, hijo de Cayo, pretor por orden del Senado restauró esto."
El altar se encuentra actualmente expuesto en el Museo del Palatino.